# Peter Hommelhoff
Peter Hommelhoff (* 13. September 1942 in Hamburg) ist ein deutscher Rechtswissenschaftler und war von 2001 bis 2007 Rektor der Ruprecht-Karls-Universität Heidelberg.

## Leben und Wirken
Nach dem Abitur an der Gelehrtenschule des Johanneums in Hamburg studierte Hommelhoff ab 1964 Rechtswissenschaft an der Freien Universität Berlin sowie den Universitäten Tübingen und Freiburg. Nach erstem (1968) und zweitem Staatsexamen (1971) war er zunächst als Rechtsanwalt in Freiburg tätig. 1973 erfolgte die Promotion zum Dr. iur. mit einer Arbeit zur Sachmängelhaftung beim Unternehmenskauf bei Fritz Rittner in Freiburg. 1974 wechselte er als wissenschaftlicher Assistent an die Ruhr-Universität Bochum zu Marcus Lutter, wo er 1981 mit einer Arbeit zur Konzernleitungspflicht habilitiert wurde.
Anschließend war Hommelhoff Professor an der Fakultät für Rechtswissenschaft der Universität Bielefeld. 1990 wechselte er an die Ruprecht-Karls-Universität Heidelberg, deren Rektor er von 2001 bis 2007 war. Von 1996 bis 2007 war er Mitglied der Ständigen Kommission für Lehre und Studium der Hochschulrektorenkonferenz (HRK), von 2004 bis 2006 als Sprecher der Universitäten. Im November 2007 trat Hommelhoff als Partner in die Wirtschaftsprüfungsgesellschaft KPMG ein und ist ihr jetzt als Of Counsel verbunden. Dazu fungiert Hommelhoff als Wissenschaftlicher Leiter des durch KPMG geförderten Audit Committee Institute (ACI) e. V. seit seiner Emeritierung. Seit 2010 ist er außerdem Vorsitzender des Universitätsrats der Andrássy Universität Budapest. Die Universitäten Krakau (2002) Montpellier I (2005) verliehen ihm je einen Ehrendoktortitel der Rechte; 2009 verlieh ihm die Hochschule für Jüdische Studien Heidelberg einen Ehrendoktortitel der Philosophie.
Er ist Mitherausgeber der Zeitschrift für Unternehmens- und Gesellschaftsrecht und der European Company and Financial Law Review, die beide im Verlag Walter de Gruyter erscheinen. An der Schaffung der ECFR hatte er maßgeblichen Anteil. Anfang 2020 ist er aus der Geschäftsführung der beiden Zeitschriften nach 23 Jahren ausgeschieden. Er ist im Übrigen Herausgeber der im Verlag Wolters Kluwer erscheinenden AHW – Abhandlungen zum deutschen und europäischen Handels- und Wirtschaftsrecht.
Sein prominentester Schüler (Doktorand) ist Stephan Harbarth, Honorarprofessor an der Universität Heidelberg und seit 15. Mai 2020 Präsident des Bundesverfassungsgerichts.
Hommelhoff ist Autor zahlreicher Aufsätze, Bücher und Kommentare zum Recht der Aktiengesellschaft und der GmbH, zum Umwandlungsrecht und zum Bilanzrecht.
Er ist verheiratet mit der Heidelberger Stadträtin (FDP) Margret Hommelhoff (geb. Middelschulte) und hat zwei Kinder. Seine Tochter, Kirsten Hommelhoff, ist Generalsekretärin des Bundesverband Deutscher Stiftungen.
Er ist seit 1965 Mitglied der Tübinger Studentenverbindung Saxonia.
Er war Mitglied des Konzernbeirats der Deutschen Bahn.

## Ehrungen
- 1997: Max-Planck-Forschungspreis
- 1999: Ehrenmedaille der Jagiellonen-Universität Krakau
- 2002: Ehrendoktorwürde der Jagiellonen-Universität Krakau, Polen
- 2005: Ehrung der polnischen Regierung wegen „besonderer Verdienste um die Förderung Polens im Ausland“
- 2005: Ehrendoktorwürde der Universität Montpellier I, Frankreich
- 2005: Leo-Baeck-Preis des Zentralrats der Juden in Deutschland
- 2007: Bundesverdienstkreuz Erster Klasse